# Qualificazioni al campionato mondiale femminile di pallavolo 2018
Le qualificazioni al campionato mondiale femminile di pallavolo 2018 si sono svolte nel 2016 e 2017: ai vari tornei hanno partecipato un totale di ? squadre nazionali e quindici si sono qualificate per il campionato mondiale femminile di pallavolo 2018.

## Tornei

### America del Sud
Al torneo hanno partecipato quattro squadre nazionali sudamericane:
- Una squadra si è qualificata per il campionato mondiale 2018.

### Asia e Oceania
Al torneo hanno partecipato dodici squadre nazionali tra asiatiche e oceaniane:
- Quattro squadre si sono qualificate per il campionato mondiale 2018.

### Europa
Al torneo hanno partecipato quarantadue squadre nazionali europee:
- Otto squadre si sono qualificate per il campionato mondiale 2018.